# Vico nel Lazio
Vico nel Lazio är en ort och kommun i provinsen Frosinone i regionen Lazio i Italien. Kommunen hade 2 193 invånare (2018).